# قبريخا
قبريخا أو (آبريخا بالعامية اللبنانية) هي إحدى القرى اللبنانية من قرى قضاء مرجعيون في محافظة النبطية.